# Weihnachten bei den Moodys
The Moodys ist eine amerikanische Sitcom über die titelgebende Familie Moody mit Denis Leary und Elizabeth Perkins als Eltern. Sie basiert auf der gleichnamigen australischen Serie, deren erste Staffel A Moody Christmas hieß, wie auch die erste Staffel der amerikanischen Serie heißen sollte. Während in der australischen Staffel die Familie sich jeweils an Weihnachten in sechs verschiedenen Jahren trifft, spielt die amerikanische Staffel an fünf Tagen hintereinander bis zu Weihnachten. Sie erschien in den Vereinigten Staaten vom 4. bis zum 10. Dezember 2019 bei Fox und in Deutschland als Weihnachten bei den Moodys vollständig am 7. Dezember 2020 bei Sky One.
Die zweite und letzte Staffel erschien im April und Juni 2021.

## Handlung und Figuren
Die Serie handelt von der fünfköpfigen Familie Moody in Chicago, den Eltern und drei bereits erwachsenen Kindern, die sich wieder zu Hause versammeln, sowie weiterer Verwandter und Bekannte. In der ersten Staffel bereiten sie sich auf ein Weihnachtsfest vor, doch die Eskapaden und scheiternden Beziehungen der Kinder machen vieles kompliziert und sorgen während der Traditionen für Chaos.
- Sean Sr. ist Mitglied der Anonymen Alkoholiker und Klimaanlagentechniker und trägt in der ersten Staffel das Geheimnis mit sich, dass er Brustkrebs hat. Er kümmert sich gerne um Bedürftige wie Obdachlose und Mitglieder seiner AA-Gruppe, die er im Haus Handwerksarbeiten durchführen lässt. Er hofft darauf, dass sein ältester Sohn Sean Jr. irgendwann bei ihm ins Geschäft einsteigt. In der zweiten Staffel bereitet er sich auf den Ruhestand vor, nach dem Sean Jr. das Geschäft übernehmen soll.
- Ann, die Familienmutter, wartet, während sie sich um ihre Familie und die Organisation der Festivitätsvorbereitungen und -traditionen kümmert, auf die Fertigstellung ihres eigenen Bades, um ein schönes Fest und die Zeit mit ihrer Familie zu genießen, was aber immer wieder durch die Schwierigkeiten der Kinder schiefgeht. In der zweiten Staffel steht sie nach einem Abschluss kurz davor, sich selbständig zu machen und eine eigene Therapiepraxis im Haus zu eröffnen. Als sie bei ihren zwei Patienten scheitert, will sie wieder aufhören.
- Dan, der jüngere Sohn, ist, um seinen Traum zu verfolgen, nach New York City gezogen, als Fotograf aber unbedeutend geblieben, und hat aufgrund seiner Bindungsängste eine höhere Zahl an Exfreundinnen. Zu Weihnachten kehrt er nach fünf Jahren erstmal wieder nach Hause zurück, erneut frisch getrennt, und verliebt sich sogleich in Cora, die Freundin seines Lieblingscousins Marco. Obwohl Ali es mit ihm noch einmal versuchen will, kommt er mit Cora zusammen, aber in der zweiten Staffel trennen sie sich mehrmals, worauf er zwischenzeitig mit Grace, der Mentorin seiner Mutter, schläft.
- Bridget ist als verheiratete erfolgreiche Anwältin eigentlich das Vorzeigekind, aber ihre Ehe gerät in eine Krise, als sie ihrem Mann Doug gesteht, dass sie ihn einmal betrogen hat. Über ihren Rauswurf lässt sie sich von dem Sportcoach Monty trösten, der in sie verliebt ist. In der zweiten Staffel stecken sie und Doug mitten in der Scheidung, worauf sie bis zur Fertigstellung ihres neuen Brownstone-Hauses bei ihren Eltern unterkommt. Sie trifft sich mit einem alten Freund, Nick, für den sie Gefühle wiederentdeckt; er ist aber vergeben.
- Sean Jr. ist der älteste Sohn, der sich dennoch oft kindisch verhält und immer noch bei seinen Eltern lebt. Er hat keine Lust, einer geregelten Arbeit nachzugehen, sondern versucht außergewöhnliche, seines Erachtens revolutionäre Geschäftsideen zu bewerben und patentieren zu lassen. Nach eigenen Pleiten lässt er sich schließlich doch darauf ein, bei seinem Vater zu arbeiten. Währenddessen verfolgt er in der zweiten Staffel zusammen mit Marco eine neue Geschäftsidee um slowenischen Alkohol.
- Marco ist ein attraktiver und charmanter Cousin der Geschwister und erfolgreicher Handelsmakler. Er ist mit der Schmuckdesignerin Cora zu Beginn seit etwa einem Jahr zusammen, als Partner aber unaufmerksam und lässt sie häufig für Geschäftstreffen sitzen. Bei Geschenken für sie schaut er vor allem darauf, dass sie teuer sind. Nachdem er sie an Dan verloren hat, versucht er in der zweiten Staffel sich gefasst zu geben, aber ist noch nicht darüber hinweg.
- Roger ist Sean Sr.s Bruder und Onkel der Geschwister. In der ersten Staffel ist er verlobt mit Mukta, die aus einer Phase, als sie kalte Füße hatte, von einem anderen schwanger ist. Zwischen den Staffeln ist sie nach der Geburt durch einen Unfall umgekommen, sodass Roger sich um das Baby kümmert und eine Beziehung mit der Nanny Agape anfängt.

## Episodenliste

### Staffel 1
| Nr. (ges.) | Nr. (St.) | Deutscher Titel              | Originaltitel | Erstausstrahlung USA | Deutschsprachige Erstausstrahlung (D) | Regie                      | Drehbuch                              |
| --- | --------- | ---------------------------- | ------------- | -------------------- | ------------------------------------- | -------------------------- | ------------------------------------- |
| 1 | 1         | Dieses Jahr soll es schneien | Episode 1     | 4. Dez. 2019         | 7. Dez. 2020                          | Bob Fisher & Rob Greenberg | Bob Fisher, Rob Greenberg & Tad Quill |
| Tag 1/20. Dezember: Dan kehrt ohne Ali, die sich von ihm getrennt hat, nach Hause zurück und lernt Marcos Freundin Cora kennen. Sein Bruder spielt der Eishalle, aus der er gefeuert wurde, einen Streich, für den Dan von der Polizei erwischt wird. Am Abend küsst er Cora. |           |                              |               |                      |                                       |                            |                                       |
| 2 | 2         | Wir schmücken den Baum       | Episode 2     | 4. Dez. 2019         | 7. Dez. 2020                          | Bob Fisher & Rob Greenberg | Bob Fisher, Rob Greenberg & Tad Quill |
| Tag 2/21. Dezember: Nachdem Bridget ihrem Mann Doug gesagt hat, dass sie ihn betrogen hatte, kommt sie bei ihren Eltern unter. Sean verlagert eine Party in die Eishalle, wo Bridget ihren früheren Bekannten Monty wiedertrifft und Sean einen Teilhaber für eine Geschäftsidee findet. Ali überrascht Dan, der sie in einer Nachricht um eine zweite Chance gebeten hat, am Flughafen.                                                                  |           |                              |               |                      |                                       |                            |                                       |
| 3 | 3         | Das große Weihnachtssingen   | Episode 3     | 9. Dez. 2019         | 7. Dez. 2020                          | Bob Fisher & Rob Greenberg | Bob Fisher, Rob Greenberg & Tad Quill |
| Tag 3/22. Dezember: Bridget erfährt, dass Doug einen Anwalt konsultiert hat, und Sean, dass seine Geschäftsidee geplatzt ist. Dan lässt Ali während eines Essens mit seiner Mutter alleine, um Zeit mit Cora zu verbringen. Als er beim Weihnachtssingen mit Ali Schluss macht, beschimpft sie ihn vor allen. Sean steigt bei seinem Vater in die Arbeit ein, als der ihm von seinem Brustkrebs erzählt.                                                  |           |                              |               |                      |                                       |                            |                                       |
| 4 | 4         | Geschenke einpacken          | Episode 4     | 9. Dez. 2019         | 7. Dez. 2020                          | Bob Fisher & Rob Greenberg | Bob Fisher, Rob Greenberg & Tad Quill |
| Tag 4/23. Dezember: Sean begleitet seinen Vater bei der Arbeit, wo er Elena kennenlernt. Ann genießt die fertiggestellte Badewanne. Bridget tröstet sich, indem sie mit Coach Monty laufen geht, und schaut mit ihren Brüdern ein Match seiner Mannschaft an. Von seiner Rede fühlt Dan sich motiviert, mit Cora zu reden. |           |                              |               |                      |                                       |                            |                                       |
| 5 | 5         | Schöne Bescherung            | Episode 5     | 10. Dez. 2019        | 7. Dez. 2020                          | Bob Fisher & Rob Greenberg | Bob Fisher, Rob Greenberg & Tad Quill |
| Tag 5/24. Dezember: Cora gibt zu, dass etwas zwischen ihnen sei, aber weist Dan ab. Ann platzt raus, dass ihr Mann Krebs hat. Der lässt sich, obwohl sie nur Familie dabeihaben will, im Obdachlosenheim hinreißen, zwei Bedürftige einzuladen. Beim Essen konfrontiert Marco Dan und prügelt sich mit ihm. Nach der Mitternachtsmesse, die Sean sr. halten darf und bei der Bridget Monty küsst, sind die Geschenke verschwunden, worauf Ann durchdreht. |           |                              |               |                      |                                       |                            |                                       |
| 6 | 6         | Frohes Fest                  | Episode 6     | 10. Dez. 2019        | 7. Dez. 2020                          | Bob Fisher & Rob Greenberg | Bob Fisher, Rob Greenberg & Tad Quill |
| Tag 6/25. Dezember: Hund Lion ist gestorben und die Moodys veranstalten zu seinen Ehren dennoch ihr offenes Haus. Doug versöhnt sich mit Bridget. Marco plant, Cora einen Antrag zu machen, worauf Dan vorzeitig abreisen will, doch am Flughafen überrascht ihn Cora damit, dass sie den Antrag angelehnt hat. |           |                              |               |                      |                                       |                            |                                       |

### Staffel 2
| Nr. (ges.) | Nr. (St.) | Deutscher Titel | Originaltitel | Erstausstrahlung USA | Deutschsprachige Erstausstrahlung (D) | Regie         | Drehbuch                              |
| --- | --------- | --------------- | ------------- | -------------------- | ------------------------------------- | ------------- | ------------------------------------- |
| 7 | 1         | –               | Episode 1     | 1. Apr. 2021         | –                                     | Jay Karas     | Bob Fisher, Rob Greenberg & Tad Quill |
| Weil er kurz vor dem Ruhestand steht, kauft Sean sr. einen Wohnwagen für eine Familienreise, aber Ann ist dagegen, weil sie wiederum vor dem Start ihrer Selbständigkeit steht. Sean jr. und Marco entwickeln eine Geschäftsidee. Bridget begegnet ihrem früheren Schwarm Nick wieder, aber sieht, dass er vergeben ist. Dan und Cora wollen in Chicago zusammenziehen, doch als sie es tun, fühlen sich beide noch nicht bereit, und sie trennen sich.                                                                          |           |                 |               |                      |                                       |               |                                       |
| 8 | 2         | –               | Episode 2     | 1. Apr. 2021         | –                                     | Jay Karas     | Bob Fisher, Rob Greenberg & Tad Quill |
| Während Sean sr. im Haus ein AA-Meeting abhält, hat Ann im Nebenzimmer eines mit Kollegen und ihrer Mentorin Grace, bei dem sie sich betrinkt, worauf sie ihrem Mann eine Szene macht. Bridget sieht, dass auch Doug bereits eine neue Partnerin hat. Dan und Cora versöhnen sich, doch als sie miteinander teilen, dass sie während einer früheren Beziehungspause mit anderen geschlafen hatten, trennt Cora sich wieder. |           |                 |               |                      |                                       |               |                                       |
| 9 | 3         | –               | Episode 3     | 8. Apr. 2021         | –                                     | Jay Karas     | Bob Fisher, Rob Greenberg & Tad Quill |
| Während Sean einen Auftrag für seinen Vater durchführen soll, versuchen er und Marco ihre Idee zu bewerben. Bridget trifft sich mit Nick und seiner Fraundin; als sie später mit Marco abhängt, küsst er sie fast. Ann arrangiert, dass Grace mit Dan eine Sitzung abhält, nach der sie sich küssen. |           |                 |               |                      |                                       |               |                                       |
| 10 | 4         | –               | Episode 4     | 15. Apr. 2021        | –                                     | Jay Karas     | Bob Fisher, Rob Greenberg & Tad Quill |
| Marco schafft es mit einem risikoreichen Deal, Händler zu überzeugen, bei ihnen einzusteigen. Beim Eishockeyspiel von Familie und Freunden zieht Sean sr. sich eine Rückenverletzung zu. Dan und Grace einigen sich wegen des Altersunterschieds, dass nichts mehr zwischen ihnen passieren sollte, aber dann schlafen sie miteinander. |           |                 |               |                      |                                       |               |                                       |
| 11 | 5         | –               | Episode 5     | 22. Apr. 2021        | –                                     | Jacob Tierney | Bob Fisher, Rob Greenberg & Tad Quill |
| Bei der Vorbereitung für einen Verkauf ihres Produkts geraten Sean und Marco in Konflikt. Nachdem Sean sr. Nick eingeladen hat, gesteht Bridget diesem ihre Gefühle. Dan sieht bei einem Fotografieauftrag Cora wieder, aber schläft erneut mit Grace, wonach Ann sie erwischt. |           |                 |               |                      |                                       |               |                                       |
| 12 | 6         | –               | Episode 6     | 6. Juni 2021         | –                                     | Jacob Tierney | Bob Fisher, Rob Greenberg & Tad Quill |
| Ann wirft Grace aus dem Haus und macht ihr später bei einem Treffen mit Kollegen eine Szene. Nachdem Sean und Marco bei der Abholung ihres Produkts vor Wachhunden weglaufen müssen, steigt Marco aus dem Geschäft aus. Als ihr Vater ein Treffen zwischen Bridget und Nick arrangiert, küssen sie sich. |           |                 |               |                      |                                       |               |                                       |
| 13 | 7         | –               | Episode 7     | 6. Juni 2021         | –                                     | Jacob Tierney | Bob Fisher, Rob Greenberg & Tad Quill |
| Sean beschließt das Geschäft seines Vaters übernehmen zu wollen, doch dieser feuert ihn schließlich, weil er seinen Sohn nicht in einem Bürojob versauern sehen will. Nachdem Dan und Cora zufälligerweise immer wieder aufeinandertreffen, wollen sie es erneut versuchen. Da sie keine Patienten mehr hat, überlegt Ann aufzuhören und kauft als Überraschung den Wohnwagen zurück. Roger macht der Nanny des Babys einen Heiratsantrag.                                                                                       |           |                 |               |                      |                                       |               |                                       |
| 14 | 8         | –               | Episode 8     | 20. Juni 2021        | –                                     | Jacob Tierney | Bob Fisher, Rob Greenberg & Tad Quill |
| Rogers Hochzeit mit Agape steht an, doch als er an seine Pläne mit Mukta erinnert wird, bekommt er kalte Füße, was Agape empört, sodass ihre Hochzeit abgeblasen wird. Da bereits alles vorbereitet ist, macht Dan spontan Cora einen Antrag, sofort zu heiraten, den sie annimmt. Die Trauung findet statt und die Moodys halten Reden. Sean jr. und Marco versöhnen sich, Sean sr. verkauft sein Geschäft an Konkurrenten, Bridget wird von Nick überrascht, der statt mit seiner Freundin wegzufliegen ihr die Liebe gesteht. |           |                 |               |                      |                                       |               |                                       |

## Besetzung und Synchronisation
Die deutschsprachige Synchronisation entsteht nach Dialogbüchern und unter der Dialogregie von Stefan Ludwig durch die Cinephon Filmproduktions-GmbH.
| Rolle           | Darsteller                 | Synchronsprecher     | Folgen                                 |
| Familie Moody   | Familie Moody              | Familie Moody        | Familie Moody                          |
| --------------- | -------------------------- | -------------------- | -------------------------------------- |
| Sean Moody sr.  | Denis Leary                | Torsten Michaelis    | 1.01–2.08                              |
| Ann Moody       | Elizabeth Perkins          | Arianne Borbach      | 1.01–2.08                              |
| Dan Moody       | François Arnaud            | Florian Clyde        | 1.01–2.08                              |
| Bridget Moody   | Chelsea Frei               | Lara Trautmann       | 1.01–2.08                              |
| Sean Moody Jr.  | Jay Baruchel               | Konrad Bösherz       | 1.01–2.08                              |
| Marco           | Josh Segarra               | Valentin Stilu       | 1.01–2.01, 2.03–2.06, 2.08             |
| Roger Moody     | Gerry Dee                  | Bernhard Völger      | 1.01, 1.03, 1.05–2.02, 2.04, 2.06–2.08 |
| Großmutter Mary | Linda Goranson             | Sonja Deutsch        | 1.01, 1.06–2.01, 2.08                  |
| Weitere         |                            |                      |                                        |
| Cora            | María Gabriela de Faría    | Daniela Molina       | 1.01–2.02, 2.05–2.08                   |
| Big Stan        | Kwasi Songui               | Ingo Albrecht        | 1.01, 1.03, 1.06–2.02, 2.07            |
| Mukta           | Ulka Simone Mohanty        | Julia Biedermann     | 1.01, 1.03, 1.05–1.06                  |
| Doug            | Scott Ryan Yamamura        | Alexander Ziegenbein | 1.01, 1.03, 1.06; 2.02, 2.08           |
| Tony            | Mike Paterson              | Thomas Schmuckert    | 1.02–1.04, 1.06; 2.02, 2.07            |
| Monty           | Kevin Bigley               | Bastian Sierich      | 1.02–1.06                              |
| Ali             | Megan Park                 | Patrizia Carlucci    | 1.02–1.04                              |
| Dave Corbett    | Tristan D. Lalla           | Daniel Welbat        | 1.2, 1.4–1.5; 2.4                      |
| Dimitri Dukakis | Massimo Cannistraro        | Werner Böhnke        | 1.4, 1.6; 2.3, 2.5, 2.8                |
| Al Dukakis      | Anthony Jones Nestoras     |                      | 1.4, 1.6; 2.3, 2.8                     |
| Nick            | Christopher Nicholas Smith |                      | 2.01, 2.03, 2.05–2.08                  |
| Grace           | Nadia Dajani               |                      | 2.02–2.06                              |
| Agape           | Sarah Afful                |                      | 2.4, 2.6–2.8                           |

## Ausstrahlung
Fox bestellte die erste Staffel im August 2019 zunächst als Miniserie A Moodys Christmas zur Produktion durch die CBS TV Studios nach Drehbüchern von Bob Fisher, Rob Greenberg und Tad Quill. Da diese an Weihnachten spielt, waren als mögliche Nachfolger ursprünglich im Anthologieformat weitere Miniserien zu anderen Feiertagen geplant. Im Juli 2020 wurde sie allerdings mit einer weiteren Staffel als reguläre Comedy-Serie ohne ein Thema verlängert. Die erste Staffel wurde in den Vereinigten Staaten vom 4. bis zum 10. Dezember 2019 und in Deutschland am 7. Dezember 2020 gezeigt. Die Ausstrahlung der zweiten Staffel begann am 1. April 2021, aber wurde nach fünf Episoden pausiert und im Juni fortgesetzt. Am 17. Juni 2021 wurde die Absetzung der Serie verkündet.

## Rezeption

### Zuschauerzahlen
| Episode(n) | Datum         | Zuschauer (Mio.) | Anteil 18–49 (%) |
| Staffel 1  | Staffel 1     | Staffel 1        | Staffel 1        |
| ---------- | ------------- | ---------------- | ---------------- |
| 1–2        | 4. Dez. 2019  | 2,71             | 0,68             |
| 3–4        | 9. Dez. 2019  | 1,26             | 0,30             |
| 5–6        | 10. Dez. 2019 | 1,80             | 0,45             |
| Staffel 2  |               |                  |                  |
| 1–2        | 1. Apr. 2021  | 1,04             | 0,25             |
| 3          | 8. Apr. 2021  | 1,14             | 0,27             |
| 4          | 15. Apr. 2021 | 1,15             | 0,25             |
| 5          | 22. Apr. 2021 | 1,31             | 0,34             |
| 6          | 6. Juni 2021  | 0,55             | 0,16             |
| 7          | 6. Juni 2021  | 0,54             | 0,14             |
| 8          | 20. Juni 2021 | 0,56             | 0,20             |

### Rezensionen (Staffel 1)
Bernd Krannich von fernsehserien.de, der vier von fünf Sternen vergibt, nennt die erste Staffel Comfort Food, das in der COVID-19-Pandemie gerade Recht komme. Sie biete „sich sehr gut als Unterhaltung an, wenn man auf der Suche nach einem „Weihnachtsfilm“ ist – denn viel mehr Laufzeit kommt bei der Serie nicht zusammen. Genau die richtige Mischung aus Humor und Herz, aus Klischee und Idee, aus chaotisch und heimelig.“
Ben Travers der IndieWire vergibt die Note C und befindet, die Staffel sei im Kern erzwungene Feiertagsfestlichkeit ohne aufrichtige Freude unter dem Baum. Die Figuren seien alle archetypisch und es gebe keinen Grund, sich dieser Familie anzunehmen. Ähnlich weiß auch Daniel D’Addario der Variety nicht, wer an einem Weihnachten voller Gemeinheiten, an dem aber wenig passiere, Zeit mit dieser Familie verbringen wolle. Der Staffel fehle „entweder die Erbaulichkeit eines Netflix- oder Hallmark-Films [...] oder die Verschlagenheit und der Biss einer subversiven Weihnachtskost. Selbst düstere Feiertagsfilme enden so, dass man froh ist, Zeit mit der Familie verbracht zu haben. Am Ende der Zeit mit den Moodys ist man einfach bereit zu gehen.“